# Norman Luboff
Norman Luboff, född 14 maj 1917 i Chicago, Illinois, död 22 september 1987 i Bynum, North Carolina, var en amerikansk musikarrangör och körledare.
Han lärde sig spela piano som barn och sjöng även senare i sin high school-kör. Luboff studerade vid University of Chicago, och skrev senare program och sjöng för en radiostation i Chicago. I mitten av 1940-talet flyttade Luboff till New York för att vidga sina musikaliska vyer, men det var i Hollywood han skulle bli känd genom att göra kör- och sångarrangemang till ett flertal filmer. 1950 startade han Walton Music Corporation för att publicera sina musikaliska verk. Dock är han mest ihågkommen som grundare av och dirigent för Norman Luboff Choir, känd över hela världen som en av de ledande körerna under 1950-, 1960- och 1970-talen. Gruppen gjorde omfattande turnéer och spelade in mer än 75 skivor. Julskivorna Songs of Christmas (1956) och Christmas with the Norman Luboff Choir (1964) blev bästsäljare i flera år.
Körens album Songs of the Cowboy och Songs of the Trail gavs ut på CD som Cowboy's Dream med 25 spår, år 1999.
Norman Luboff avled 1987 av cancer i sitt hem i Bynum, North Carolina. The Norman Luboff Collection donerades 1993 till Music Division of the United States Library of Congress av hans hustru, den svenska programledaren Gunilla Marcus-Luboff.

## Priser och utmärkelser
- 1961 – Grammy Award for Best Performance by a Chorus
- 1985 – Hugo Alfvénpriset